# El silenci del pantà
El silenci del pantà (originalment en castellà, El silencio del pantano) és una pel·lícula de suspens i aventura espanyola del 2019 dirigida per Marc Vigil i protagonitzada per Pedro Alonso, José Ángel Egido, Carmina Barrios, Nacho Fresneda, Àlex Monner i Maite Sandoval. És una adaptació de la novel·la homònima de Juanjo Braulio de 2015 publicada per Ediciones B. Va ser exhibida al Festival de Cinema de Sevilla el 2019 i l'abril de 2020 va ser inclosa al catàleg de Netflix. El 22 de maig de 2022 es va estrenar el doblatge en català a TV3.

## Sinopsi
Q és un periodista que decideix convertir-se en escriptor de novel·la negra. Els seus dos llibres presenten assassins serials i es desenvolupen a la seva natal València. Un element comú en els crims que narra als seus llibres és la corrupció política, ja que l'assassí s'acarnissa contra aquest tipus de personatges. L'únic problema és que, segons sembla, les seves obres no són precisament de ficció.

## Repartiment
- Pedro Alonso és Q.
- Nacho Fresneda és Falconetti.
- José Ángel Egido és Carretero.
- Carmina Barrios és La Puri.
- Àlex Monner és Fran.
- Maite Sandoval és Isabel.
- Zaira Romero és Sara.
- Raúl Prieto és Nacho.
- Luis Zahera és el taxista.

## Recepció
En general, la pel·lícula va ser ben rebuda per la crítica. Beatriz Martínez del diari El Periódico ressalta la tasca de Vigil i afirma que "el seu èxit més gran és imprimir incomoditat en cada seqüència". Javier Ocaña del diari El País també lloa el director: "Vigil aconsegueix un thriller vibrant d'estupenda posada en escena, que a més s'atreveix amb un tema apassionant en una de les trames col·laterals". Oti Rodríguez del diari ABC opina: "Una massa argumental que combina el que és policíac, la corrupció social i els seus tentacles en una cruïlla de realitat i ficció molt ben treballada en ambients, ritmes i intrigues pel director".